# 北条氏隆
北条 氏隆（ほうじょう うじたか）は、戦国時代から江戸時代初期の人物。号は筥根寄斎。相模国久野城（小田原市）城主。

## 生涯
永禄12年（1569年）に父・北条氏信が武田氏の駿河侵攻で戦死したため、上杉謙信の養子となった北条三郎（上杉景虎）に代わり、北条幻庵の跡を継ぐ。
天正10年（1582年）頃に元服し、翌年1月4日付けで西群底倉（神奈川県箱根町）での禁制が初見発給文書である。
小田原征伐による後北条氏没落後は、北条氏直に従って高野山へ赴いた。翌19年9月には、出家して鈞庵宗仙と称し、高松藩丸亀城の生駒家に仕えた後、京都に在住していたことが、板部岡江雪斎らとの書状から判明している。
慶長14年（1609年）に死去、法号は養靏院殿松壡仙公居士。氏隆の死去により久野北条家も断絶となった。